# 阿洛酮糖
阿洛酮糖在分类上属于己糖与酮糖，为D-果糖三号位碳所对应的差向异构体。
阿洛酮糖擁有砂糖70%的甜度，但幾乎沒有熱量，因此可作為低熱量甜味劑；但是用量必須要有限制（对60公斤成人，每日限量为33–36克），以免造成脹氣腹瀉等不適症狀。
阿洛酮糖受FDA认定为GRAS。